# Kaliforniai szamárnyúl

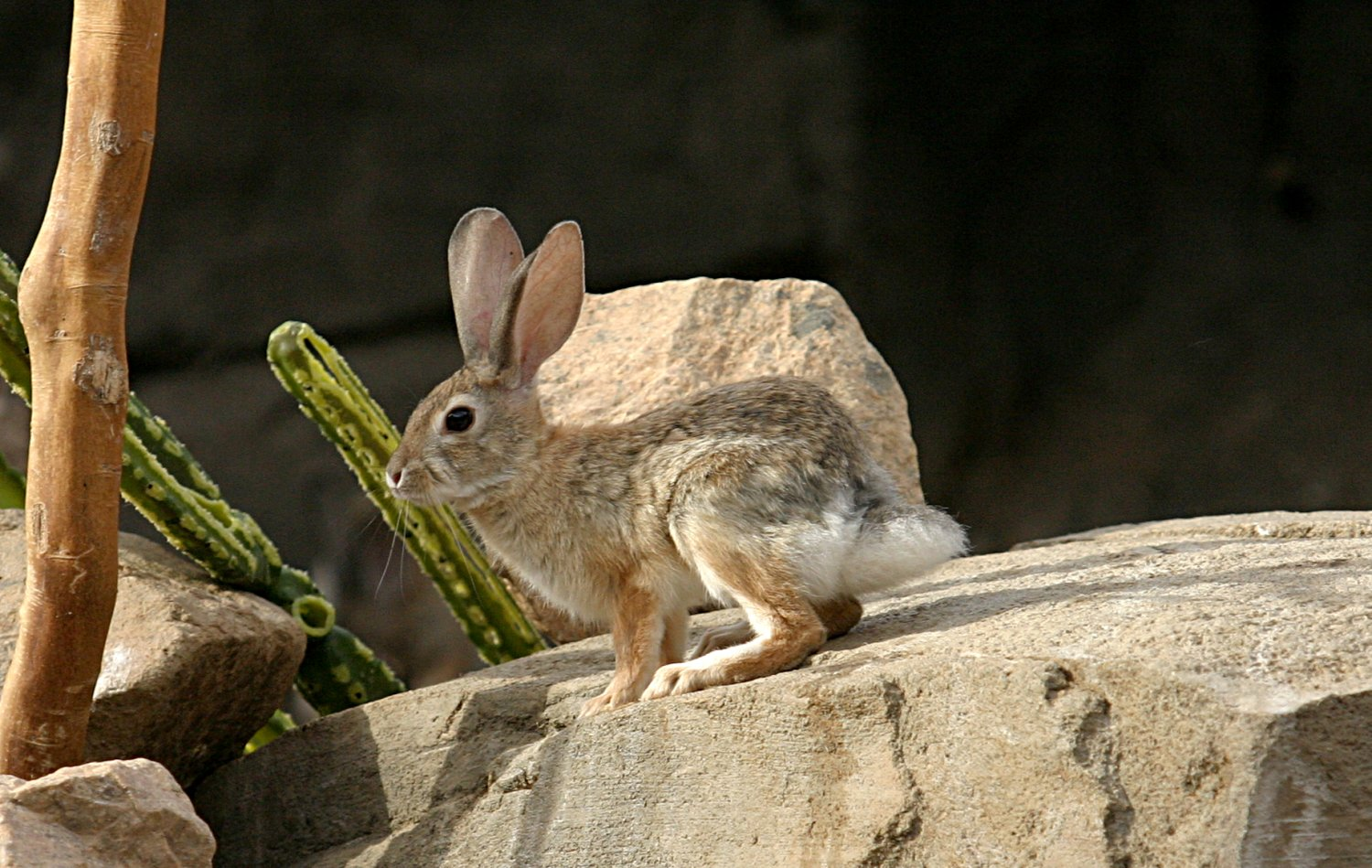

A kaliforniai szamárnyúl (Lepus californicus) az emlősök (Mammalia) osztályának nyúlalakúak (Lagomorpha) rendjébe, ezen belül a nyúlfélék (Leporidae) családjába tartozó faj.
Egyes rendszertani besorolások, a kaliforniai szamárnyulat a Lepus nemen belül a Proeulagus alnembe sorolja.

## Előfordulása
Észak-Amerika nyugati és középső államaiban, valamint Mexikó északi részén is honos. Félsivatagok lakója.

## Alfajai
- Lepus californicus californicus Gray, 1837
- Lepus californicus deserticola Mearns, 1896
- Lepus californicus insularis Bryant, 1891
- Lepus californicus magdalenae Nelson, 1907
- Lepus californicus melanotis Mearns, 1890
- Lepus californicus texianus Waterhouse, 1848

## Megjelenése
A fejétől a farkáig 80 centiméter hosszú, füle 20 centiméter. Testtömege mintegy 5 kilogramm, a nőstény testtömege valamivel több. A kaliforniai szamárnyúl fülével szabályozza testhőmérsékletét. Bundája szürke, hasi része világosabb. Fülén alig van szőr. A nagy felületű füleket beszövő érháló elvezeti a felesleges hőt.

## Életmódja
Az állat éjszaka tevékeny, a párzás idejét kivéve magányos. Mivel félsivatagok talaján él, életfontosságú számára, hogy ne hevüljön túl a perzselő napon. A nap elleni védekezésül lapos, árnyas mélyedéseket váj, ahová el tud bújni. Olykor az állat egészen kinyújtja mellső és hátsó lábát, hogy testének lehető legnagyobb része a talaj mélyebben fekvő, hűvösebb részével érintkezzék. Tápláléka fűfélék, lágy szárú növények, pozsgás növények, lombos ágak és kérgek. A vadonban 1-5 évig, fogságban 7 évig is élhet.

## Szaporodása
Az ivarérettséget 8 hónapos korban éri el. A párzási időszak januártól szeptemberig tart, fő ideje tavasszal van. Évente háromszor-négyszer ellik a nőstény. A vemhesség 41-47 napig tart, ennek végén legfeljebb 6 utód születik. Az elválasztás körülbelül három hét után történik meg.